# NSWRL 1985
Die NSWRL 1985 war die 78. Saison der New South Wales Rugby League Premiership, der ersten australischen Rugby-League-Meisterschaft. Den ersten Tabellenplatz nach Ende der regulären Saison belegten die St. George Dragons. Diese verloren im Finale 6:7 gegen die Canterbury-Bankstown Bulldogs, die damit die NSWRL zum fünften Mal gewannen.

## Tabelle
|      | Team                          | Spiele | Siege | Unent. | Ndlg. | Spiel- punkte | Diff. | Tabellen- punkte |
| ---- | ----------------------------- | ------ | ----- | ------ | ----- | ------------- | ----- | ---------------- |
| 01.  | St. George Dragons            | 24     | 18    | 2      | 4     | 470:264       | + 206 | 42               |
| 02.  | Balmain Tigers                | 24     | 18    | 0      | 6     | 494:304       | + 190 | 40               |
| 03.  | Canterbury-Bankstown Bulldogs | 24     | 16    | 2      | 6     | 435:267       | + 168 | 38               |
| 04.  | Parramatta Eels               | 24     | 16    | 0      | 8     | 458:311       | + 147 | 36               |
| 05.  | Penrith Panthers              | 24     | 13    | 1      | 10    | 460:379       | + 81  | 31               |
| 06.  | Manly-Warringah Sea Eagles    | 24     | 13    | 1      | 10    | 404:345       | + 59  | 31               |
| 07.  | Eastern Suburbs Roosters      | 24     | 10    | 3      | 11    | 374:389       | - 15  | 27               |
| 08.  | Cronulla-Sutherland Sharks    | 24     | 11    | 0      | 13    | 440:404       | + 36  | 26               |
| 09.  | South Sydney Rabbitohs        | 24     | 10    | 0      | 14    | 373:419       | - 46  | 24               |
| 010. | Canberra Raiders              | 24     | 8     | 2      | 14    | 432:534       | - 102 | 22               |
| 011. | North Sydney Bears            | 24     | 6     | 1      | 17    | 281:491       | - 210 | 17               |
| 012. | Western Suburbs Magpies       | 24     | 5     | 2      | 17    | 311:661       | - 350 | 16               |
| 013. | Illawarra Steelers            | 24     | 5     | 0      | 19    | 303:467       | - 164 | 14               |

- Da in dieser Saison jedes Team zwei Freilose hatte, wurden nach der Saison zur normalen Punktezahl noch vier Punkte dazugezählt.

## Playoffs

### Ausscheidungsplayoff
| 3. September | Penrith Panthers | 10 : 7 | Manly-Warringah Sea Eagles | Sydney Cricket Ground, Sydney Zuschauer: 16.428 Schiedsrichter: Mick Stone |
| 3. September | Bericht          |        |                            | Sydney Cricket Ground, Sydney Zuschauer: 16.428 Schiedsrichter: Mick Stone |

- Das Spiel fand statt, da Penrith und Manly-Warringah punktgleich waren.

### Ausscheidungs/Qualifikationsplayoffs
| 7. September | Parramatta Eels | 38 : 6 | Penrith Panthers | Sydney Cricket Ground, Sydney Zuschauer: 18.939 Schiedsrichter: Kevin Roberts |
| 7. September | Bericht         |        |                  | Sydney Cricket Ground, Sydney Zuschauer: 18.939 Schiedsrichter: Kevin Roberts |

| 8. September | Canterbury-Bankstown Bulldogs | 14 : 8 | Balmain Tigers | Sydney Cricket Ground, Sydney Zuschauer: 25.194 Schiedsrichter: Mick Stone |
| 8. September | (0:6) Bericht                 |        |                | Sydney Cricket Ground, Sydney Zuschauer: 25.194 Schiedsrichter: Mick Stone |

| 14. September | Parramatta Eels | 32 : 4 | Balmain Tigers | Sydney Cricket Ground, Sydney Zuschauer: 25.423 Schiedsrichter: Kevin Roberts |
| 14. September | Bericht         |        |                | Sydney Cricket Ground, Sydney Zuschauer: 25.423 Schiedsrichter: Kevin Roberts |

| 15. September | St. George Dragons | 17 : 6 | Canterbury-Bankstown Bulldogs | Sydney Cricket Ground, Sydney Zuschauer: 39.013 Schiedsrichter: Mick Stone |
| 15. September | (14:2) Bericht     |        |                               | Sydney Cricket Ground, Sydney Zuschauer: 39.013 Schiedsrichter: Mick Stone |

### Halbfinale
| 22. September | Canterbury-Bankstown Bulldogs | 26 : 0 | Parramatta Eels | Sydney Cricket Ground, Sydney Zuschauer: 34.915 Schiedsrichter: Kevin Roberts |
| 22. September | (4:0) Bericht                 |        |                 | Sydney Cricket Ground, Sydney Zuschauer: 34.915 Schiedsrichter: Kevin Roberts |

### Grand Final
| 29. September | Canterbury-Bankstown Bulldogs                                        | 7 : 6         | St. George Dragons                          | Sydney Cricket Ground, Sydney Zuschauer: 44.569 Schiedsrichter: Kevin Roberts |
| 29. September | Versuche: P. Mortimer Erhöhungen: Farrar (1/1) Dropgoals: Farrar (1) | (6:0) Bericht | Versuche: Morris Erhöhungen: O’Connor (1/1) | Sydney Cricket Ground, Sydney Zuschauer: 44.569 Schiedsrichter: Kevin Roberts |

| 1                  | Michael Potter   |
| 2                  | Matthew Callinan |
| 3                  | Peter Mortimer   |
| 4                  | Chris Mortimer   |
| 5                  | Andrew Farrar    |
| 14                 | Michael Hagan    |
| 7                  | Steve Mortimer   |
| 8                  | Paul Langmack    |
| 9                  | Steve Folkes     |
| 16                 | Brian Battese    |
| 11                 | Peter Kelly      |
| 12                 | Billy Johnstone  |
| 13                 | Peter Tunks      |
| Auswechselspieler: |                  |
| 15                 | David Gillespie  |
| 17                 | Mark Bugden      |
| 16                 | Greg Mullane     |

| 1                  | Glenn Burgess    |
| 2                  | Denis Kinchela   |
| 3                  | Michael Battie   |
| 4                  | Michael O’Connor |
| 5                  | Steve Morris     |
| 6                  | Steve Linnane    |
| 7                  | Perry Haddock    |
| 8                  | Graeme O’Grady   |
| 9                  | Graeme Wynn      |
| 10                 | Billy Noke       |
| 11                 | Craig Young      |
| 12                 | Phil Ritchie     |
| 13                 | Pat Jarvis       |
| Auswechselspieler: |                  |
| 23                 | Steve Funnell    |
| 38                 | Chris Guider     |
| 17                 | Chris Johns      |
| 20                 | Alan Neil        |